# موازنه جرم
موازنه جرم (به انگلیسی: mass balance) که موازنه ماده (به انگلیسی: material balance) نیز خوانده می‌شود کاربرد عملی قانون پایستگی جرم در مورد آنالیز یک ‌سامانه فیزیکی است. با استفاده از اندازه‌گیری ماده ورودی و ماده خروجی در یک ‌سامانه، مقدار شارش ماده به دست می‌آید که بدون استفاده از این روش، بدست‌آوردن آن غیرممکن یا دشوار است.
برای طراحی و ساخت یک کارخانه، لازم است که مواد خام ورودی به کارخانه و محصولات خروجی مشخص باشند. برای بررسی اقتصادی طرح، مقدار محصولات خروجی با نوشتن موازنه جرم بدست می‌آید. همچنین غلظت و کیفیت محصولات خروجی به نیاز بازار بستگی دارد. به این ترتیب بدون در نظر گرفتن سرمایه‌گزاری اولیه می‌توان طرح را به صورت ابتدایی بررسی نمود. در مراحل بعد لازم است که اندازه دستگاه‌های مختلف کارخانه مشخص شود. اندازه بیشتر دستگاه‌های مورد استفاده در صنایع شیمیایی به دبی ورودی وابسته است. بنابراین لازم است دبی جریان‌های ورودی و خروجی از همه دستگاه‌ها مشخص باشد و این کار با استفاده از موازنه جرم امکان‌پذیر است.
گاهی ممکن است یک کارخانه برای چندین سال مورد بهره‌برداری قرار گرفته باشد. اما به علت نیاز به محصولات تازه لازم است تغییراتی در کارخانه ایجاد شود. در این حالت، طرح‌های پیشنهادی برای تولید محصولات تازه، ابتدا موازنه جرم شده سپس دستگاه‌های تازه طراحی شوند.
همچنین برخی اوقات در یک فرایند تولید لازم است مشخصات یک جریان بدست آید. اما برای این جریان هیچگونه دستگاهی برای اندازه‌گیری مشخصات جریان وجود نداشته باشد. در چنین شرایطی با استفاده از جریان‌های قبل از این جریان و اعمال موازنه جرم می‌توان مشخصات جریان مورد نظر را بدست آورد. و در صورتی که جریان‌های بعد از جریان مورد نظر معلوم باشد با استفاده از اعمال موازنه جرم روی دستگاه‌های بعد از جریان مورد نظر می‌توان مشخصات جریان مورد نظر را محاسبه نمود.
کارخانه‌های تولید مواد شیمیایی معمولاً دارای مواد زائد هستند و در اکثر موارد وارد محیط زیست می‌گردند. بر پایه قوانین حفاظت از محیط زیست، دفع مواد زائد با شرایط و غلظت خاصی به محیط صورت گرفته به نحوی که کمترین تأثیر ممکن را بر روی موجودات و اکو‌سامانه‌ها داشته باشد. برای نمونه در واحد آمونیاک برای خارج کردن مواد زائد از دستگاه‌ها، لازم است مقداری از گازهای خروجی از رآکتور شیمیایی وارد اتمسفر شود. برای این منظور با اعمال موازنه جرم باید خروجی به هواکره را از محل مناسبی در نظر گرفت تا مشکلات محیط زیستی به کمینه برسد.

## تبدیل واحد
اندازه هر کمیت ابتدا باید در یک ‌سامانه خاص بیان شود. در منابع مهندسی شیمی معمولاً دو ‌سامانه دستگاه بین‌المللی یکاها و ‌واحدهای اندازه‌گیری آمریکایی مورد استفاده قرار می‌گیرند.
گاهی لازم است برای حل مسئله، یک مبنا در نظر گرفته شود یا اینکه مسئله راحت‌تر حل شود.
انتخاب مبنا به چند دلیل است:
1. انتخاب یک مقدار برای نمونه‌برداری: هرگاه لازم باشد که یک کمیت در یک محلول مورد بررسی قرار گیرد، ابتدا لازم است که یک مقدار از محلول به عنوان نمونه در نظر گرفته شود که به این مقدار، مبنا گفته می‌شود.
2. انتخاب مبنا برای کامل کردن اطلاعات مسئله: گاهی یکی از اطلاعات مسئله کم بوده و قابل حل نیست. برای حل این مسائل می‌توان یکی از متغیرهای مجهول را برابر مقدار خاصی در نظر گرفت و بقیه متغیرها را بدست آورد که به این مقدار خاص، مبنا گفته می‌شود.
3. انتخاب یک مبنا برای حذف کمیت زمان: در برخی از مسایل، جریان‌های ورودی و خروجی از یک فرایند بر واحد زمان بیان شده‌است. در این حالت برای حذف کمیت زمان، یک بازه زمانی را به عنوان مبنا در نظر گرفته می‌شود.

## غلظت
وقتی در یک محلول مایع یا بخار، چند جزء وجود دارند لازم است که غلظت هر کدام از اجزاء مشخص باشد. برای این منظور می‌توان غلظت را به صورت‌های زیر بیان نمود:
1. کسر مولی کسر مولی هر جزء برابر با تعداد مول همان جزء در محلول، تقسیم بر کل مول‌های موجود در محلول است.
2. کسر جرمی یا وزنی کسر جرمی هر جزء برابر با جرم همان جزء در محلول، تقسیم بر کل جرم موجود در محلول است.
3. کسر حجمی کسر حجمی هر جزء برابر با حجم همان جزء در محلول تقسیم بر کل حجم موجود در محلول است.

## چگالی نسبی
نفت خام دارای مقدار کمی آب و گاز طبیعی است که وقتی در مخازن جمع‌آوری می‌شود به سه فاز تقسیم می‌شود. فاز گاز به دلیل چگالی کم نسبت به بقیه فازها، بالا قرار گرفته و فاز آب به دلیل چگالی بیشتر نسبت به بقیه فازها، پایین قرار می‌گیرد و فاز نفت بین دو گاز و آب قرار می‌گیرد. قرار گیری مایعات نسبت به یکدیگر را می‌توان با استفاده از چگالی و همچنین چگالی نسبی تشخیص داد.

## جریان کنار گذر
در برخی فرایندها بخشی از یک جریان وارد یک یا چند دستگاه شده و بخش دیگر آن جریان، این دستگاه‌ها را دور زده و وارد آن‌ها نمی‌شود. به این جریان «جریان کنار گذر» می‌گویند. وجود جریان کنار گذر می‌تواند به دلایل زیر باشد.:
1. گاهی تغییراتی که قرار است در یک جریان داده شود، کم است به همین دلیل بخشی از جریان وارد دستگاه شده و بخش دیگر دستگاه را دور می‌زند. برای نمونه برای افزایش رطوبت هوا، بخشی از هوا وارد دستگاه شده و کاملاً مرطوب می‌شود سپس با بخش دیگر جریان که اصلاً وارد دستگاه نشده‌است مخلوط شده و در پایان، رطوبت هوا افزایش می‌یابد. در مهندسی شیمی، اندازه دستگاه به دبی ورودی بستگی دارد در صورتی که بخواهیم کل جریان را وارد دستگاه کنیم باید اندازه دستگاه بزرگتر شود که ممکن است از لحاظ اقتصادی مقرون به صرفه نباشد.
2. وقتی می‌خواهیم از یک دستگاه کهنه در فرایند دیگری با دبی بالاتر استفاده کنیم لازم است بخشی از خوراک وارد دستگاه شود. زیرا این دستگاه برای دبی کمتری طراحی شده‌است و نمی‌تواند دبی بالاتری را بپذیرد.
3. در برخی از فرایندهای جداسازی با استفاده از غشاء یا تبخیرکننده‌ها می‌توان یک جزء را تقریباً به صورت خالص جدا نمود. اما ممکن است جریان کاملاً خالص مد نظر نباشد. در چنین حالتی از جریان کنار گذر استفاده می‌شود تا بخشی از ناخالصی موجود در ورودی به جریان خروجی نیز منتقل شود. برای نمونه در تصفیه آب از هر کدام از دو روش ذکر شده که استفاده شود منجر به تولید آب مقطر خواهد شد. از آنجا که آب مقطر برای نوشیدن مناسب نیست بخشی از خوراک ورودی وارد دستگاه نمی‌شود و مستقیماً به محصول خروجی اضافه می‌شود تا غلظت املاح موجود در آب را تا اندازه لازم افزایش دهد.

## گازهای زاید خروجی و مایع زیر ریز
در صورتی که خوراک دارای ناخالصی جزئی بوده و این ناخالصی‌ها همراه با محصولات از فرایند خارج نشود، وجود جریان برگشتی باعث افزایش این ناخالصی‌ها در داخل فرایند خواهد شد تا جایی که ناخالصی‌ها حجم زیادی از فرایند را اشغال کرده و تولید را در فرایند کاهش می‌دهند و در پایان، میزان تولید محصولات به صفر برسد. برای جلوگیری از این پدیده منفی باید ابتدا فرایند مورد بررسی قرار گیرد و هر جایی از فرایند که غلظت ناخالصی بیشترین مقدار خود را دارد، یک شاخه برای دفع ناخالصی‌ها به بیرون از فرایند در نظر گرفته شود. در صورتی که بیشترین غلظت ناخالصی در جریان گازی باشد، شاخه‌ای از گاز تحت عنوان گازهای زائد خروجی از فرایند خارج شده و در صورتی که جریان مایع باشد، مقداری از مایع تحت عنوان مایع زیر ریز از فرایند خارج می‌شود.

## فرایندهای پایا با واکنش شیمیایی
در فرایندهای بدون واکنش شیمیایی، اجزاء خوراک در طی فرایند، ویژگی‌های خود را حفظ می‌کردند به همین دلیل می‌توان به تعداد اجزاء، موازنه جرم نوشت. اما در فرایندهایی که واکنش شیمیایی رخ می‌دهد اجزاء ویژگی‌های خود را حفظ نمی‌کنند و برای اینکه بتوان از معادله مربوطه استفاده نمود لازم است سرعت تولید و مصرف اجزاء را داشته باشیم. پیدا کردن سرعت تولید و مصرف، حل مسائل موازنه جرم را مشکل خواهد نمود.
واکنش‌های شیمیایی از نظر پیشرفت واکنش به دو دسته تقسیم می‌شوند:
1. واکنش‌هایی که پیشرفت آن‌ها ٪۱۰۰ بوده و تا زمانی که مواد واکنشگر وجود داشته باشد، واکنش پیش خواهد رفت.برای نمونه می‌توان به سوختن گازهای هیدروکربنی اشاره کرد. در این واکنش‌ها تا جایی که سوخت و اکسیژن به صورت هم‌زمان وجود داشته باشد واکنش انجام خواهد شد. در این واکنش‌ها ممکن است یکی از اجزاء به صورت اضافی در ‌سامانه وجود داشته باشد. بنابراین مقداری از این واکنشگر مصرف‌شده و بخشی از آن که به صورت اضافه وارد شده‌است، بدون انجام واکنش خارج می‌شود.
2. واکنش‌هایی که به رغم وجود اجزاء واکنشگر، پیشرفت آن‌ها کمتر از ٪۱۰۰ است. واکنش تولید بسیاری از مواد شیمیایی در این دسته قرار می‌گیرد. در این فرایندها با توجه به اینکه بخشی از مواد اولیه در واکنش شرکت نمی‌کنند همراه با محصول، از ظرف واکنش خارج می‌شوند و برای استفاده دوباره، بازیابی شده و به ظرف بازگردانده می‌شوند. بنابراین در فرایندهایی که چنین واکنش‌هایی وجود داشته باشد معمولاً جریان برگشتی نیز وجود دارد.

## سوختن
در واکنش‌های سوختی، یک ماده سوختی برای تولید گرما وارد محفظه سوخت شده و با اکسیژن واکنش می‌دهد. معمولاً اکسیژن لازم از طریق ورود هوا به محفظه سوخت تأمین می‌شود. برای اطمینان از ورود اکسیژن لازم برای واکنش، سعی می‌شود هوا به صورت اضافی وارد محفظه سوخت شود. مقدار اکسیژن لازم یا هوای لازم را می‌توان با استفاده از دبی سوخت ورودی و داشتن معادله واکنش شیمیایی محاسبه نمود. در صورتی که یک سوخت هیدروکربنی، هوای کافی در اختیار داشته باشد به‌طور کامل می‌سوزد.

## آنالیز گازهای خروجی
تجزیه گازهای خروجی از محفظه سوخت به صورت‌های مختلفی بیان می‌شود که در زیر به آن‌ها اشاره شده‌است:
1. مبنای مرطوب هرگاه در آنالیز گازهای خروجی، غلظت آب نیز در نظر گرفته شود اصطلاحاً می‌گوییم آنالیز گاز بر مبنای مرطوب بیان شده‌است.
2. مبنای خشک یا تجزیه ارسات هرگاه در آنالیز گازهای خروجی، اصلاً مقدار آب در نظر گرفته نشود اصطلاحاً می‌‌گوییم گاز بر مبنای خشک آنالیز شده‌است.
3. مبنای مرطوب بدون جزء C هرگاه در تجزیه مرطوب، جزء C در نظر گرفته نشود. اصطلاحاً می‌گوییم گاز بر مبنای مرطوب بدون جزء C آنالیز شده‌است.
4. مبنای خشک بدون جزء C  هرگاه در تجزیه خشک، جزء C در نظر گرفته نشود. اصطلاحاً می‌گوییم گاز بر مبنای خشک بدون جزء C آنالیز شده‌است.

## واکنش‌های تعادلی
برخی از واکنش‌های شیمیایی، تعادلی بوده و پس از مدت زمانی به رغم وجود اجزاء واکنشگر، غلظت آن‌ها ثابت بوده و در واقع واکنشگرها و محصولات با هم به تعادل می‌رسند. برای چنین واکنش‌هایی لازم است پس از انجام واکنش، محصولات، جدا شوند تا شرایط برای انجام واکنش فراهم شود. برای این منظور واکنشگرها و محصولات از رآکتور شیمیایی خارج شده و وارد بخش جداسازی می‌شوند. در واحد جداسازی، محصولات واکنش جدا شده و از فرایند، خارج خواهند شد و واکنشگرها جهت تولید محصول به رآکتور بازگشت داده می‌شوند. بنابراین یکی از دلایل وجود جریان برگشتی، تعادلی بودن و پیشرفت نکردن واکنش است. به همین دلیل است که در واکنش‌های سوختی، جریان برگشتی وجود ندارد.

## گازهای زائد خروجی
جریان برگشتی در فرایندهایی شامل واکنش شیمیایی به علت تعادلی بودن واکنش و همچنین عدم پیشرفت ٪۱۰۰ واکنش است. در صورتی که در مواد واکنشگر جزء زائدی وجود داشته باشد که در واکنش شیمیایی شرکت نکند و جداسازی آن نیز مشکل باشد باید بخشی از جریان برگشتی به محیط دفع شود تا این جزء زائد از فرایند خارج شود. در غیر این صورت این جزء در فرایند جمع شده و باعث اشغال فضای رآکتور و فرایند می‌شود در نتیجه تولید محصول کاهش یافته و در پایان، باعث عدم تولید محصول خواهد شد.

## اشباع مطلق
یکی از راه‌های دیگر برای بیان غلظت جزئی از مخلوطی که قابل میعان است استفاده از درصد اشباع مطلق است. اشباع مطلق برابر با نسبت مول‌های بخار به ازای هر مول گاز بدون بخار در مخلوط مورد نظر تقسیم بر نسبت مول‌های بخار به ازای هر مول گاز بدون بخار در حالت اشباع است.

## موازنه جرم فرایندهای ناپایا
در موارد زیر لازم است موازنه جرم ناپایا برای فرایندها اعمال شود:
1. فرایندهای پیوسته معمولاً به صورت پایا کار می‌کنند. اما در ابتدای راه‌اندازی این دستگاه‌ها، عملیات ناپایا است و باید زمان رسیدن به حالت پایا را محاسبه نمود. همچنین هنگامیکه می‌خواهیم فرایندهای پایا را از واکنش، خارج کنیم واکنش «ناپایا» خواهد بود.
2. هرگاه عملیات ناپیوسته بوده و زمان عملیات مد نظر باشد.